# Chiesa di San Sebastiano (Cefalù)
La chiesa di San Sebastiano è un edificio religioso di Cefalù.

## Descrizione
Prospetta su Piazza Marina e risale forse al 1523, data che si leggeva sull'antica facciata. Dipende attualmente dal "collegio di Santa Maria", istituito (1743-1770) dal vescovo Gioacchino Castelli nell'adiacente "convento di Santa Maria di Monte Carmelo". Il convento era stato fondato nel 1578 ad opera di frate Alberto da Monaco e fu successivamente ingrandito da Matteo Orlando, vescovo di Cefalù (1674 - 1694).
La chiesa ha navata unica, con due nicchie affrescate per lato sulle pareti laterali. Sull'altare maggiore si conserva un tabernacolo dorato tardo-seicentesco.